# Aminofosfonáty
Aminofosfonáty jsou organické sloučeniny s obecným vzorcem (RO)2P(O)CR'2NR"2. Jedná se o strukturní analogy aminokyselin, ve kterých je karboxylová skupina nahrazena fosfonovou kyselinou nebo jinou podobnou skupinou.

## Příprava
Aminofosfonáty se často připravují hydrofosfonylací, obvykle kondenzací iminů s kyselinou fosfonovou. V Pudovikově a Kabachnikově–Fieldsově reakci se používají estery kyseliny fosfonové, jako je například difenylfosfit. Jelikož se aminofosfonáty používají při výrobě léčiv, tak je snaha připravovat je enantioselektivně.

## Použití
Aminofosfonáty jsou antagonisty aminokyselin, inhibují enzymy účastnící se metabolismu aminokyselin a tím ovlivňují fyziologickou aktivitu buněk. Mohou tak fungovat jako antibiotika, regulátory růstu rostlin a nebo jako neuromodulátory. Lze je použít jako ligandy a komplexy aminofosfonátů s těžkými kovy mohou být využity v lékařství.
U fosfonátů je hydrolýza obtížnější než u fosfátů.